# Останній єдиноріг
«Останній єдиноріг» — (1968, англ. The Last Unicorn) —  фентезійний роман  американського письменника Пітера С. Біґла, вперше опублікований в 1968 році в видавництві Viking Press  і Ballantine Books в США, а також в цьому ж році - у Великій Британії у видавництві The Bodley Head  в Лондоні, і в Сіднеї. З моменту першої публікації роману було продано понад п'ять мільйонів екземплярів по всьому світу. До 2007 року роман був перекладений двадцятьма мов.

## Анотація роману
У світі стало зникати чудо. Куди? Воно пішло разом з Єдинорогами, що покинули казковий світ. Кажуть, давним-давно вони пішли від переслідувань Червоного Бика Короля Хаггарда, який жадає роздобути останнього Єдиногога, що залишився на свободі. А останній Єдиноріг, що залишився на свободі жадає знайти своїх родичів. Вони шукають один одного і їм судилося зустрітися. Король Хаггард і Принц Лір, Шмендрик Маг і його помічниця Моллі Отрута, Червоний Бик і Останній Єдиноріг, яка прийняла образ прекрасної леді Амальтеи, — ось дійові особи драми, яка розігралася, щоб змінити світ казкових королівств.

## Сюжет
Оповідання ведеться від імені безіменного Єдинорога, яка вважає, що вона — останній єдиноріг у світі. Героїня долає свій страх і покидає свій рідний ліс, для того, щоб знайти безвісти зниклих родичів, загнаних в море Червоним Биком. Незабаром вона потрапляє в полон до старої Матінки Фортуни, що знайшла Єдинорога в лісі сплячою і засадила її в клітку, як і інших тварин. Визволяє її добрий, але не дуже досвідчений чарівник Шмендрик, мрія якого навчитися підкоряти собі магію. Єдиноріг дізнається, що Червоний Бик належить королю Хаггард і вирушає в дорогу разом з чарівником Шмендриком.
Шмендрик потрапляє у полон до лісових розбійників. Зрештою, зільнившись з полону, вони знайомляться з Моллі Грюм, яка вирушає разом з друзями. Зустрівши Червоного бика, Єдиноріг не може перемогти його, і тоді Шмендрик закликає на допомогу магію, перетворює Єдинорога в дівчину. Друзі влаштовуються на службу до короля Хаггард. Його син принц Лір закохується в красуню, представлену двору як леді Амальтея.
Тим часом перед друзями постає нова загадка: як пройти до Червоного Бика. Шмендрик знаходить рішення і вони з Моллі, Амальтеей і Ліром спускаються в підземелля, де відбудеться нова зустріч з монстром. Чарівник повертає Єдинорогові її колишній вигляд і вона перемагає Бика. Тепер Єдинороги вільні, але тільки одна Амальтея навчилася мати людські почуття. Моллі Грюм залишається з Шмендриком, який знайшов справжню магічну силу. Принц Лір стає героєм і йому призначено зробити чимало подвигів. А Єдиноріг повертається до своїх родичів з пам'яттю про людей, які допомогли їй навчитися відчувати.

## Персонажі
- Єдиноріг — головний діючий персонаж. Вона залишає свої ліси і вирушає в далеку дорогу, щоб відшукати втрачених родичів. Єдиноріг, як і їй подібні, дуже горда, велична, але в той же час добра та довірлива по відношенню до інших істот. Вона скептично ставиться до людей, які втратили віру в єдинорогів. У неї немає імені, тому автор використовує для опису термін «вона». Єдиноріг дізнається, що винуватцем зникнення єдинорогів є Червоний Бик — міфічна істота, що складається на службі у короля Хаггарда. Під час першої зустрічі з биком, Шмендрик звертає єдинорога в дівчину, щоб врятувати її від загибелі. Він дає їй ім'я леді Амальтея, щоб не викликати підозр короля Хаггарда.
- Шмендрик — незграбний маг, який подорожує з карнавалом Матусі Фортуни. На відміну від звичайних людей Шмендрик бачить реальний вигляд єдинорога, а не приймає її за білу кінь. Він рятує єдинорога від своєї колишньої господині і викликається супроводжувати її в подальшому мандрівці. Шмендрик описується як юнак, що виглядає молодше своїх років. Він мріє стати великим магом, не усім на карткові фокуси і дешеві ілюзії. Саме він перетворює єдинорога в леді Амальтею, щоб захистити її від Червоного Бика і допомогти врятувати інших єдинорогів. Згодом він стає великим магом.
- Моллі Отрута — цивільна дружина отамана розбійників капітана Каллі. Будучи молодою дівчиною вона втекла з ним з дому, шукаючи свободу. Вона стає кухарем в зграї розбійників Каллі. В молодості Моллі продовжувала вірити в єдинорогів і чекала поки хоча б один з них прийде до неї. Коли Моллі зустрічає Шмендрика і єдинорога, вона беззастережно приєднується до них, бажаючи допомогти єдинорогові в її пошуках.
- Матуся Фортуна — стара зла відьма, яка використовує дешеву темну магію, щоб надати звичайним тваринам зовнішність фантастичних істот, для отримання прибутку. Вона подорожує зі своїм карнавалом по світу. Одного разу вона знаходить сплячого єдинорога і садить її в клітку. Її карнавал, здавалося б, складається з міфічних тварин, хоча насправді це старі звірі, за винятком гарпії.
- Капітан Каллі — лідер розбійників, що мешкають у лісі. Він ненавидить вигаданих героїв, таких як Робін Гуд, які, за його словами, затьмарюють справжніх розбійників. Щоб лишити хоч якийсь слід в історії, Каллі особисто вигадує героїчні балади про своїх неіснуючих подвиги.
- Король Хаггард — головний антагоніст роману. Колись давно він найняв відьму для будівництва замку, але після завершення будівництва він відмовився платити їй. У люті відьма прокляла його замок, місто і жителів, що мешкають у ньому. Хаггард представлений як жорстокий, але в той же час нещасний король, якого перестало радувати життя. Існує мало речей, які радують Хаггарда, але й вони швидко набридають йому. За його ж власними словами, лише єдинороги полегшують його страждання, через що він і посилає Червоного Бика зловити їх усіх і заточити в море, що протікає у його замку.
- Принц Лір — син короля Хаггарда. Як з'ясовується пізніше Хаггард усиновив його, оскільки вважав, що йому потрібний спадкоємець. Незважаючи на довге життя разом з Хаггардом, принц Лір є повною протилежністю свого батька. З часом Лір набридає Хаггарду, як і інші речі. Принц Лір закохується в чарівну леді Амальтею і заради неї стає справжнім героєм. Перебуваючи в образі дівчини, єдиноріг також, з часом закохується в нього.

## Історія написання роману
Початок написання роману відноситься до 1962 року. При цьому, первинне написання має істотні відмінності від того остаточного варіанту, що був виданий пізніше. Дія відбувалася в «сучасному світі» 20 -го Століття, і починалася з розваги єдиноріга і дракона. Приблизно після 85 готових сторінок, Біґл відклав цю роботу не закінчивши. Тільки трьома роками пізніше він приступив знову до цієї історії, однак повністю відкинув ідею з драконом і розробив абсолютно новий сюжет . Готова повість вперше була опублікована в 1968 році і з того часу з'явилася в багатьох виданнях. У 2005 році Пітер Біґл опублікував у «Журналі фентезі та наукової фантастики» («The Magazine of Fantasy and Science Fiction») є продовженням роману з назвою Two Hearts (Два серця). За це оповідання у 2006 році Біґл був нагороджений премією Г'юго (Hugo Award). Крім того, у 2006 році була видана перша версія оповідання під назвою The last unicorn: the lost (Останній єдиноріг: втрачені. Версія).

## Кінематограф
У 1982 році за романом був знятий анімаційний фільм. Режисерами картини стали Артур Ренкін і Жюль Басс. В озвученні персонажів взяли участь відомі актори Крістофер Лі, Анджела Ленсбері, Алан Аркін, Джефф Бріджес і Міа Ферроу.

## Переклад українською
- Пітер С. Біґл. «Остання з однорогів», «Два серця». — Львів: Апріорі, 2024, 280 стор. ISBN 978-617-629-881-6. Переклав Олег Король